# Franse parlementsverkiezingen 1857

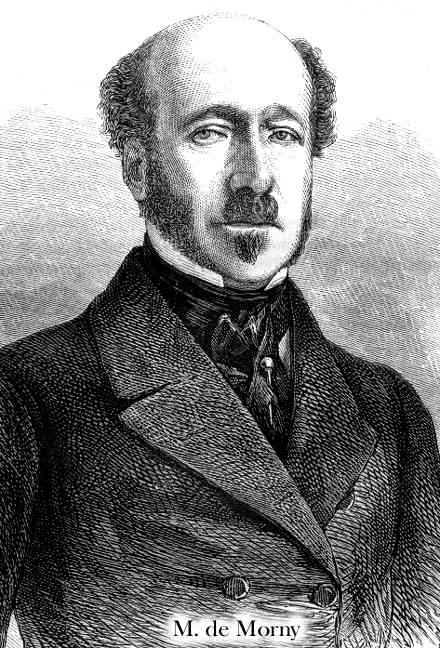
Charles de Morny
(Bonapartisten)

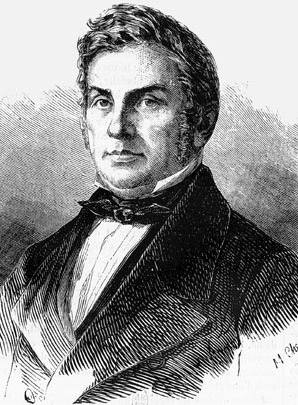
Michel Goudchaux
(Oppositie)

De Franse parlementsverkiezingen van 1857 voor het Wetgevend Lichaam vonden plaats in twee rondes op 21 juni en 5 juli 1857. De regeringsgezinde bonapartisten behielden hun ruime meerderheid.
De verkiezingen vonden plaats op basis van algemeen enkelvoudig kiesrecht voor mannen. Er waren 6.118.000 kiezers. De officiële kandidaten waar de kiesgerechtigden hun stem aan konden geven waren door de overheid goedgekeurd.
| Politieke groepering | Politieke groepering                    | Zetels | Percentage | +/- |
|                      | Bonapartisten                           | 276    | 89,10%     |     |
|                      | Oppositie (royalisten en republikeinen) | 7      | 10,9%      |     |
| Totaal               | Totaal                                  | 283    | 100%       |     |